# جوان كيلي (مؤرخة)
جوان كيلي (بالإنجليزية: Joan Kelly)‏ هي مؤرخة أمريكية، ولدت في 29 مارس 1928 في نيويورك في الولايات المتحدة، وتوفيت بنفس المكان في 15 أغسطس 1982.